# Taufbecken Notre-Dame (Champagne-sur-Oise)

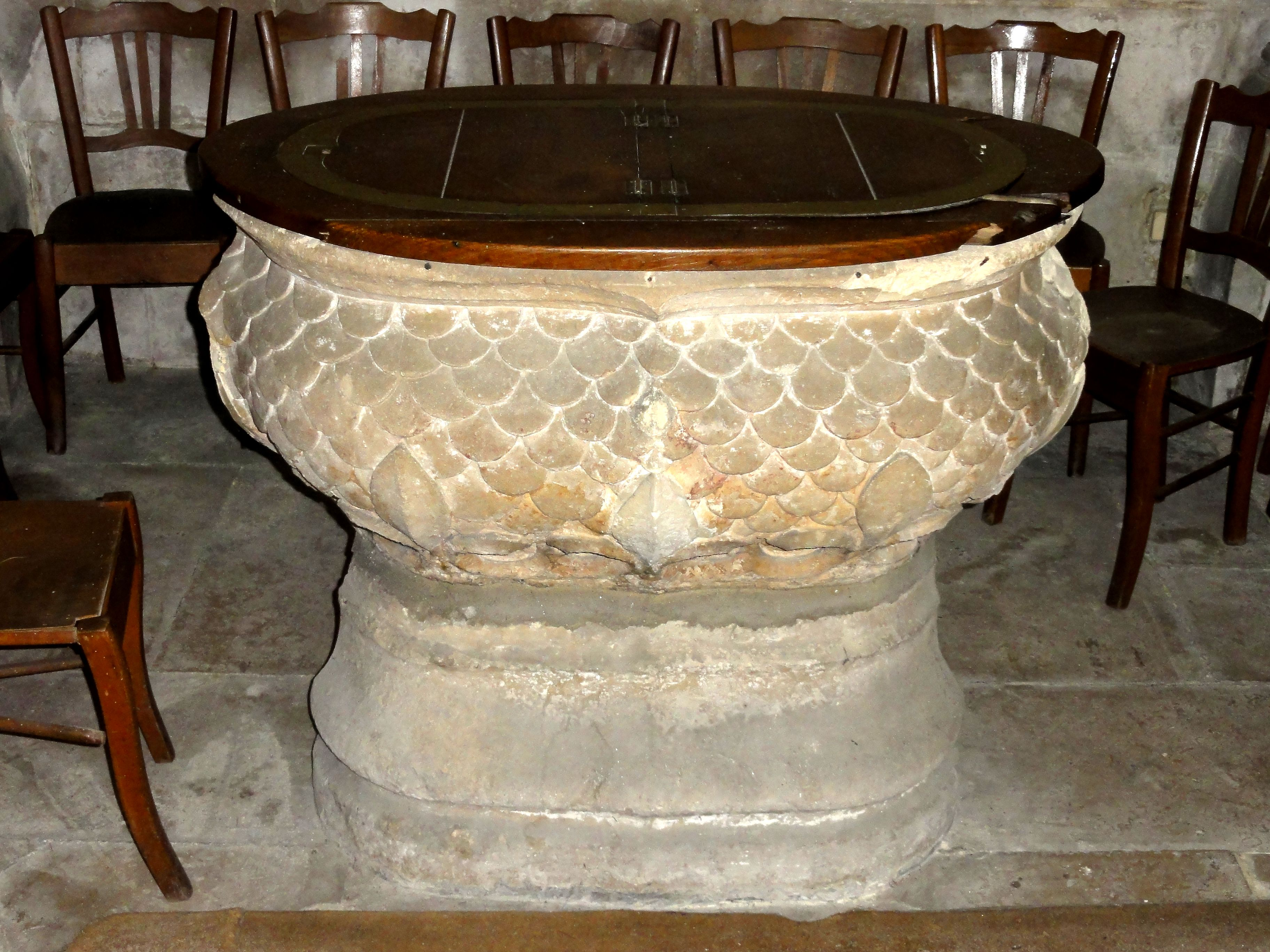
Taufbecken in Champagne-sur-Oise

Das Taufbecken in der katholischen Kirche Notre-Dame de l’Assomption in Champagne-sur-Oise, einer französischen Gemeinde im Département Val-d’Oise in der Region Île-de-France, wurde im 16. Jahrhundert geschaffen. Im Jahr 1862 wurde das Taufbecken im Stil der Renaissance als Monument historique in die Liste der geschützten Objekte (Base Palissy) in Frankreich aufgenommen.
Das 1,14 Meter hohe Taufbecken aus Stein ist mit Fischschuppen und stilisierten Lilien verziert.  